# Mesoclemmys tuberculatus
Mesoclemmys tuberculatus är en sköldpaddsart som beskrevs av Luederwaldt 1926. Mesoclemmys tuberculatus ingår i släktet Mesoclemmys och familjen ormhalssköldpaddor. Inga underarter finns listade i Catalogue of Life.
Arten förekommer i östra Brasilien söder om Amazonflodens delta.